# V tajné službě Jejího Veličenstva
V tajné službě Jejího Veličenstva (také Ve službách Jejího Veličenstva) je v pořadí šestý film o Jamesi Bondovi z roku 1969, adaptace jedenáctého románu spisovatele Iana Fleminga o této postavě z roku 1963.

## Zajímavosti
V roce 1967 Sean Connery odmítl po pěti úspěšných bondovkách další nabídku a chtěl se věnovat jiným rolím. Broccoli vybral jako jeho nástupce Timothyho Daltona, ten ale odmítl, protože se cítil být na roli Bonda příliš mladý a nevěřil, že by Conneryho překonal. Harry Saltzman uvažoval o obsazení Rogera Moora, což ztroskotalo na přílišné asociaci s tehdy populárním seriálem Svatý, kde Moore hrál hlavní roli. Broccoli tedy vybral australského herce a modela George Lazenbyho poté, co se Lazenby “náhodou” s producentem setkal. Uspěl především díky fyzickým parametrům hodícím se k postavě Jamese Bonda.
Všeobecně je rozšířeno přesvědčení, že šestá bondovka propadla, ale spíš opak je pravdou. Byl to druhý nejvýdělečnější film roku, když ho překonal jen Butch Cassidy a Sundance Kid, a vydělal přes 87 milionů dolarů. Což je více, než vydělaly tři z filmů s Moorem nebo Conneryho neoficiální bondovka Nikdy neříkej nikdy. Lazenbymu byla dokonce nabídnuta role v Diamanty jsou věčné, což ale sám odmítl.

## Děj
James Bond se setkává s Tracy, mladou ženou, které rozmluví sebevraždu. Její otec je hlavou kriminálního syndikátu a chce ochránit dceru tím, že ji vdá za Bonda. Pan Draco také přivede Bonda na stopu Ernsta Blofelda, který v Alpách vyvinul nebezpečný virus. Bond se nakonec bude muset rozhodnout mezi věrností službě a lásce k Tracy.

## Osoby a obsazení
- James Bond — George Lazenby
- Tracy di Vicenzo — Diana Rigg

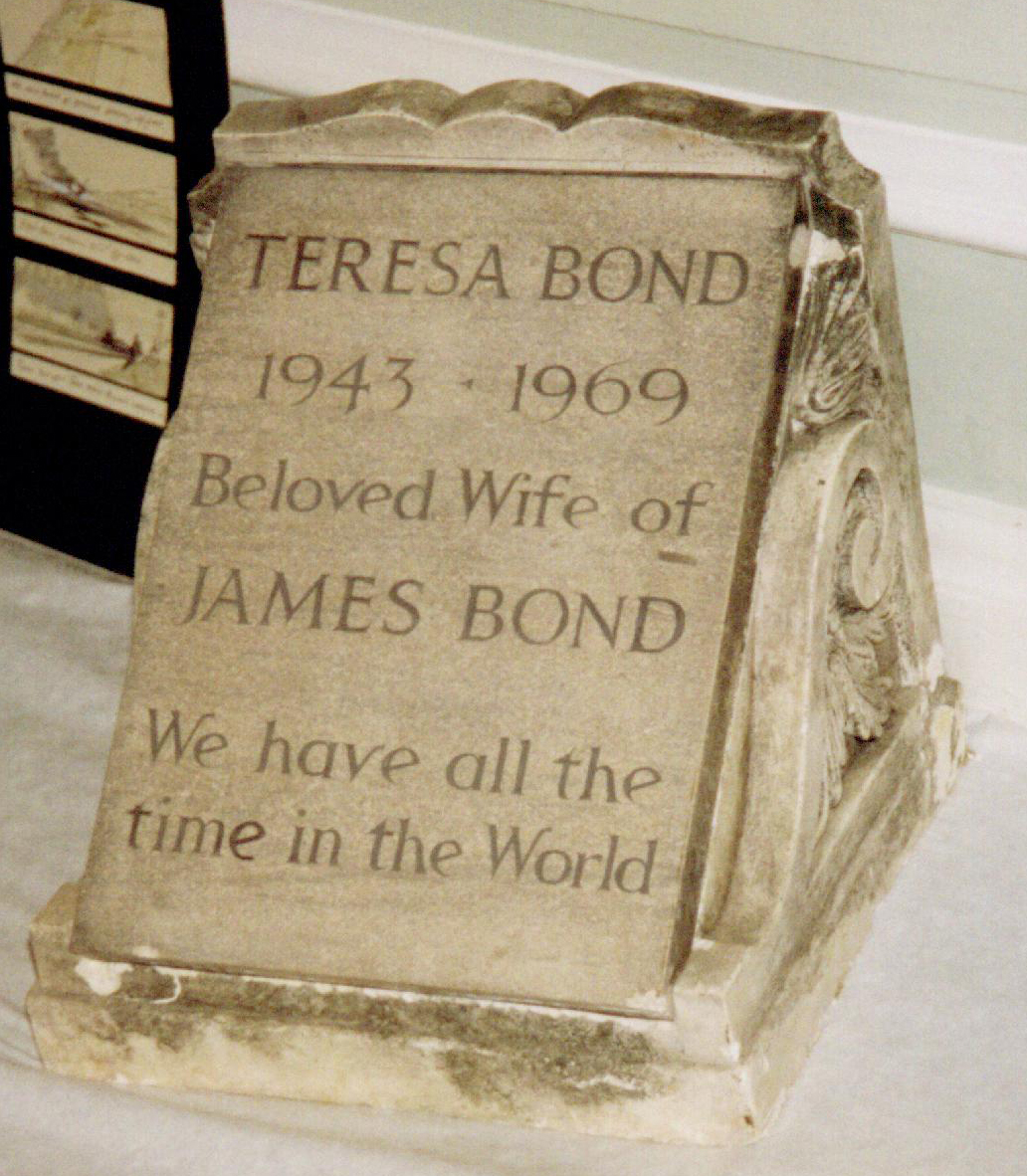
Náhrobní kámen Tracy Bondové

- Ernst Stavro Blofeld — Telly Savalas
- Marc-Ange Draco — Gabriele Ferzetti
- Irma Bunt — Ilse Steppat
- Moneypenny — Lois Maxwellová
- Sir Hilary Bray — George Baker
- M — Bernard Lee
- Q — Desmond Llewelyn
- Ruby Bartlett — Angela Scoular
- Nancy — Catherine Schell
- Campbell — Bernard Horsfall
- Gunther — Yuri Borienko

## Soundtrack
Soundtrack k tomuto filmu složil John Barry. Jenže u tohoto filmu měl Barry problém s konvencí bondovek, kdy se v textu zpívá i název filmu. "V tajné službě Jejího Veličenstva" se tak stal prvním filmem kdy tomu tak není.